# Левин, Владимир Моисеевич
Влади́мир Моисе́евич Ле́вин (род. 2 октября 1937, Москва) — советский и российский кинорежиссёр, заслуженный деятель искусств Российской Федерации (2015).

## Биография
Родился 2 октября 1937 года в Москве. В 1960 году окончил машиностроительный факультет Московского института химического машиностроения. В 1968 году — режиссёрский факультет ВГИКа (мастерская режиссуры учебного кино Б. Альтшуллера). В 1970 году защитил диплом. Работал над кинопериодикой на студии «Центрнаучфильм», инженером в лаборатории кинодекорационной технологии на киностудии «Мосфильм». С 1986 года преподавал во ВГИКе.
Сюжеты большинства фильмов режиссёра так или иначе связаны с «детской» темой. Первый игровой фильм «Где ты, Багира?» снял на Одесской киностудии в 1977 году. В том же году приступил к работе над фильмом «Пионерка Мэри Пикфорд» о советской девочке-пионерке, мечтающей стать звездой экрана и быть похожей на американскую актрису Мэри Пикфорд. Вскоре съёмки были прекращены из-за противоречащего идеологическим принципам советского кино сценария. Съёмки были возобновлены только после распада СССР в 1994 году.
 Впоследствии работал на ЦСДФ, где снимал документальные и научно-популярные фильмы.

## Режиссёр
- 1977 — Где ты, Багира?
- 1983 — К своим!..
- 1984 — Вода живая[1]
- 1986 — Жил-был Матвей[2]
- 1986 — Наше слово[3]
- 1987 — Музыкальная смена
- 1995 — Пионерка Мэри Пикфорд
- 2007 — Первый русский
- 2010 — Крутая Римма

## Сценарист
- 2007 — Первый русский

## Продюсер
- 2010 — Крутая Римма

## Награды и звания
- Специальный приз Дома Ханжонкова «за приверженность традициям романтического кино» на кинофестивале «Любить кино!» в 1996 году.
- Победитель конкурса сценариев зрелищного кино Госкино России в номинации «Мелодрама» в 1999 году.
- Специальный приз генерального спонсора фестиваля за лучший отечественный проект на VII Казанском кинофестивале в 2011 году.
- Заслуженный деятель искусств Российской Федерации (2015)[4]